# 毛平车前
毛平车前（学名：Plantago depressa sp. turczaninowii）为车前科车前属的一个亚种。

## 扩展阅读
- 維基物種上的相關：毛平车前